# Overlay-Transistor
Der Overlay-Transistor (auch Transistor in Overlaytechnik) ist eine spezielle, 1964 entwickelte Bauform eines Bipolartransistors für Hochfrequenzanwendungen (damals kleiner ein Gigahertz).
Die spezielle Transistorgeometrie zeichnet sich durch eine große Anzahl einzelner Emitter aus, die durch eine Metallschicht „überlagert“ (engl. overlayed), das heißt elektrisch verbunden, und somit parallel geschaltet wurden.
Mit dieser Anordnung ließen sich zwei wesentliche Probleme früherer Bipolartransistoren für Hochfrequenzanwendungen teilweise lösen:
1. die Widerstände des Basis- bzw. des Emitter-Bereichs und
2. die relativ hohe Basis-Transitzeit.[1]

Alternative Transistorgeometrien, die ähnliche Verbesserungen ermöglichen, sind der Interdigitated- (engl. für ineinandergreifende) und der Matrix-Typ.
Entwickelt wurde der Overlay-Transistor 1964 von der Radio Corporation of America (RCA) im Auftrag der Army Electronics Command in Fort Monmouth, New Jersey, als direkter Ersatz für Elektronenröhren in elektrischen Endstufen von militärischen Sendeanlagen.